# Campeonato da Fórmula Winter Series de 2023
O Campeonato da Fórmula Winter Series de 2023 foi a primeira temporada da Fórmula Winter Series. A categoria teve quatro etapas, sendo todas disputadas na Espanha, durante o inverno europeu, sendo organizada pela empresa de eventos esportivos holandesa Gedlich Racing, com chancela da Real Federación Española de Automovilismo (RFEDA).

## Pilotos e Equipes
| Equipe             | No. | Piloto               | Classe | Etapas |
| ------------------ | --- | -------------------- | ------ | ------ |
| AS Motorsport      | 5   | Alvise Rodella       | E      | 1–2    |
| AS Motorsport      | 62  | Luca Roth            | E      | 1      |
| Campos Racing      | 6   | Maite Cáceres        |        | 2, 4   |
| Campos Racing      | 7   | Matteo De Palo       | E      | 2      |
| Campos Racing      | 10  | Lola Lovinfosse      |        | 4      |
| Campos Racing      | 32  | Nerea Martí          |        | 2      |
| AKM Motorsport     | 11  | Carl Bennett         |        | 1–2    |
| AKM Motorsport     | 19  | Tina Hausmann        | E      | 1–2    |
| US Racing          | 12  | Gianmarco Pradel     | E      | All    |
| US Racing          | 14  | Frederik Lund        |        | All    |
| US Racing          | 20  | Zachary David        |        | 4      |
| US Racing          | 31  | Akshay Bohra         |        | 4      |
| US Racing          | 37  | Kacper Sztuka        |        | 1–3    |
| US Racing          | 66  | Ruiqi Liu            | E      | All    |
| Phynsis by Argenti | 17  | Patrick Heuzenroeder | E      | 2      |
| Phynsis by Argenti | 26  | Isaac Barashi        | E      | 2      |
| Phynsis by Argenti | 77  | Jaden Pariat         | E      | 2      |
| Jenzer Motorsport  | 26  | Kim Hwarang          |        | 3–4    |
| Jenzer Motorsport  | 27  | Ethan Ischer         |        | 3–4    |
| Drivex             | 44  | Juan Cota            | E      | 1–2    |
| Drivex             | 69  | Maximiliano Restrepo | E      | 1–2    |
| GRS Team           | 88  | Amna Al Qubaisi      |        | 4      |

- BWR Motorsports, Rodin Carlin e Monlau Motorsport estavam programados para entrar no campeonato, porém, não disputaram nenhuma etapa.[4][5]

## Calendário
O calendário para a temporada foi anunciado em 20 de setembro de 2022. As quatro etapas foram organizadas pela Gedlich Racing. Todas as etapas consistiam de duas sessões de qualificações e duas baterias de corridas.
| Etapa | Etapa | Circuito                                  | Data               | Apoio            |
| ----- | ----- | ----------------------------------------- | ------------------ | ---------------- |
| 1     | B1    | Circuito de Jerez, Jerez de la Frontera   | 10–12 de Fevereiro | GT Winter Series |
| 1     | B2    | Circuito de Jerez, Jerez de la Frontera   | 10–12 de Fevereiro | GT Winter Series |
| 2     | B1    | Circuito Ricardo Tormo, Cheste            | 17–19 de Fevereiro | GT Winter Series |
| 2     | B2    | Circuito Ricardo Tormo, Cheste            | 17–19 de Fevereiro | GT Winter Series |
| 3     | B1    | Circuito de Navarra, Los Arcos            | 3–5 de Março       | GT Winter Series |
| 3     | B2    | Circuito de Navarra, Los Arcos            | 3–5 de Março       | GT Winter Series |
| 4     | B1    | Circuito de Barcelona-Catalunha, Montmeló | 10–12 de Março     | GT Winter Series |
| 4     | B2    | Circuito de Barcelona-Catalunha, Montmeló | 10–12 de Março     | GT Winter Series |

## Resultados
| Round | Round | Circuit                                   | Pole position    | Volta mais Rápida | Piloto Vencedor | Equipe Vencedora | Novato Vencedor  |
| ----- | ----- | ----------------------------------------- | ---------------- | ----------------- | --------------- | ---------------- | ---------------- |
| 1     | B1    | Circuito de Jerez, Jerez de la Frontera   | Kacper Sztuka    | Ruiqi Liu         | Kacper Sztuka   | US Racing        | Gianmarco Pradel |
| 1     | B2    | Circuito de Jerez, Jerez de la Frontera   | Kacper Sztuka    | Frederik Lund     | Kacper Sztuka   | US Racing        | Ruiqi Liu        |
| 2     | B1    | Circuito Ricardo Tormo, Cheste            | Matteo De Palo   | Kacper Sztuka     | Matteo De Palo  | Campos Racing    | Matteo De Palo   |
| 2     | B2    | Circuito Ricardo Tormo, Cheste            | Matteo De Palo   | Kacper Sztuka     | Kacper Sztuka   | US Racing        | Gianmarco Pradel |
| 3     | B1    | Circuito de Navarra, Los Arcos            | Kacper Sztuka    | Kacper Sztuka     | Kacper Sztuka   | US Racing        | Gianmarco Pradel |
| 3     | B2    | Circuito de Navarra, Los Arcos            | Kacper Sztuka    | Kacper Sztuka     | Kacper Sztuka   | US Racing        | Ruiqi Liu        |
| 4     | B1    | Circuito de Barcelona-Catalunha, Montmeló | Gianmarco Pradel | Zachary David     | Zachary David   | US Racing        | Gianmarco Pradel |
| 4     | B2    | Circuito de Barcelona-Catalunha, Montmeló | Zachary David    | Zachary David     | Zachary David   | US Racing        | Gianmarco Pradel |

## Classificação do campeonato

### Sistema de Pontuação
Pontos são concedidos para os primeiros dez classificados, o piloto que marcou a pole position e a volta mais rápida; na seguinte ordem:
| Posição | 1ª | 2ª | 3ª | 4ª | 5ª | 6ª | 7ª | 8ª | 9ª | 10ª | Pole | VMR |
| Pontos  | 25 | 18 | 15 | 12 | 10 | 8  | 6  | 4  | 2  | 1   | 1    | 1   |

### Campeonato de Pilotos
| Pos | Piloto               | JER | JER | CRT | CRT | NAV | NAV | CAT | CAT | Pts |
| Pos | Piloto               | B1  | B2  | B1  | B2  | B1  | B2  | B1  | B2  | Pts |
| --- | -------------------- | --- | --- | --- | --- | --- | --- | --- | --- | --- |
| 1   | Kacper Sztuka        | 1   | 1   | 2   | 1   | 1   | 1   |     |     | 151 |
| 2   | Gianmarco Pradel     | 3   | 5   | 4   | 3   | 3   | 3   | 2   | 3   | 116 |
| 3   | Frederik Lund        | 2   | 4   | 3   | 2   | 2   | Ret | 4   | 4   | 106 |
| 4   | Ruiqi Liu            | 6   | 2   | 5   | 6   | 6   | 2   | 3   | 5   | 96  |
| 5   | Zachary David        |     |     |     |     |     |     | 1   | 1   | 53  |
| 6   | Matteo De Palo       |     |     | 1   | 5   |     |     |     |     | 37  |
| 7   | Kim Hwarang          |     |     |     |     | 4   | 4   | 7   | 7   | 36  |
| 8   | Juan Cota            | 5   | 6   | 7   | 4   |     |     |     |     | 36  |
| 9   | Akshay Bohra         |     |     |     |     |     |     | 5   | 2   | 28  |
| 10  | Tina Hausmann        | 4   | 3   | 15† | Ret |     |     |     |     | 27  |
| 11  | Ethan Ischer         |     |     |     |     | 5   | Ret | 6   | 6   | 26  |
| 12  | Alvise Rodella       | 9   | 7   | 8   | 8   |     |     |     |     | 16  |
| 13  | Carl Bennett         | 7   | 8   | 9   | Ret |     |     |     |     | 12  |
| 14  | Nerea Martí          |     |     | 6   | 10  |     |     |     |     | 9   |
| 15  | Maite Cáceres        |     |     | 10  | 9   |     |     | 8   | 9†  | 9   |
| 16  | Jaden Pariat         |     |     | 14  | 7   |     |     |     |     | 6   |
| 17  | Maximiliano Restrepo | 8   | 9   | 11  | 13† |     |     |     |     | 6   |
| 18  | Lola Lovinfosse      |     |     |     |     |     |     | Ret | 8   | 4   |
| 19  | Patrick Heuzenroeder |     |     | 13  | 11  |     |     |     |     | 0   |
| 20  | Isaac Barashi        |     |     | 12  | 12† |     |     |     |     | 0   |
| –   | Amna Al Qubaisi      |     |     |     |     |     |     | Ret | DSQ | –   |
| –   | Luca Roth            | WD  | WD  |     |     |     |     |     |     | –   |
| Pos | Piloto               | JER | JER | CRT | CRT | NAV | NAV | CAT | CAT | Pts |

| Cor        | Resultado             |
| ---------- | --------------------- |
| Ouro       | Vencedor              |
| Prata      | 2.º lugar             |
| Bronze     | 3.º lugar             |
| Verde      | Terminou, nos pontos  |
| Azul       | Terminou, sem pontos  |
| Púrpura    | Ret – Retirou-se      |
| Vermelho   | NQ – Não qualificado  |
| Preto      | DSQ – Desqualificado  |
| Branco     | NL – Não largou       |
| Branco     | C – Corrida cancelada |
| Azul claro | AT – Apenas Treino    |
| Sem cor    | NP – Não participou   |
| Sem cor    | Les – Lesionado       |
| Sem cor    | EX – Excluído         |